# Espéchède
Espéchède ist eine französische Gemeinde mit 157 Einwohnern (Stand 1. Januar 2022) im Département Pyrénées-Atlantiques in der Region Nouvelle-Aquitaine (vor 2016: Aquitanien). Die Gemeinde gehört zum Arrondissement Pau und zum Kanton Pays de Morlaàs et du Montanérès.
Der Name in der gascognischen Sprache lautet Espeisheda. Die Einwohner werden Espéchédois und Espéchédoises genannt.

## Geographie
Espéchède liegt ca. 20 km östlich von Pau in der historischen Provinz Béarn.
Umgeben wird der Ort von den Nachbargemeinden:
|         | Gabaston                                    | Sedzère    |
| Ouillon | Kompassrose, die auf Nachbargemeinden zeigt | Arrien     |
| Andoins | Limendous                                   | Lourenties |

Espéchède liegt im Einzugsgebiet des Flusses Adour. Einer seiner Nebenflüsse, der Gabas, fließt an der östlichen Gemeindegrenze entlang. Ein Nebenfluss des Luy de France, die Souye, bewässert das Gemeindegebiet zusammen mit ihren Zuflüssen:
- Grabé und
- Biarré und seinem Zufluss
  - Petit Biarré und seinem Zufluss
    - Hourquets.[3]

## Geschichte
Einer Legende nach soll Espéchède von drei Brüdern aus Campan in der Bigorre gegründet worden sein. Als die Gemeinde im 12. Jahrhundert erstmals erwähnt wurde, war sie an den Bischof des Bistums Lescar von Raymond d’Espéchède gestiftet. Viele Grundherrn folgten: Casso d’Espéchède, François de Nargassié de Meillon, Gaston de Lagarde, schließlich die Familie Belloc im 18. Jahrhundert. Zu dieser Zeit war die gemeinschaftliche Weide in mehr als 500 Parzellen zersplittert, was einigen Aufruhr in der Bevölkerung hervorrief.
In der Volkszählung des Béarn im Jahre 1385 wurden vier Haushalte gezählt und vermerkt, dass das Dorf zur Bailliage von Pau gehört.
Toponyme und Erwähnungen von Espéchède waren
- Especede und Espexede (12. Jahrhundert, laut Pierre de Marcas Buch Histoire de Béarn),
- Expexede (14022, Volkszählung im Béarn),
- Speyxede, Spexede und Spechede (1538, 1546 bzw. 1675, Manuskriptsammlung des 16. bis 18. Jahrhunderts),
- Espechede (1750, Karte von Cassini),
- Espechede (1793, Notice Communale) und
- Espechedeund Espéchède (1801, Notice Communale).[4][5][6]

### Einwohnerentwicklung
Nach einem Höchststand der Einwohnerzahl gegen Ende des 19. Jahrhunderts mit über 400 Einwohnern hat sich die Zahl bei kurzen Wachstumsphasen bis zu den 1950er Jahren um rund zwei Drittel reduziert. Seitdem hat sich die Zahl der Bewohner auf einem Niveau von rund 150 stabilisiert.
| Jahr      | 1962 | 1968 | 1975 | 1982 | 1990 | 1999 | 2006 | 2009 | 2022 |
| --------- | ---- | ---- | ---- | ---- | ---- | ---- | ---- | ---- | ---- |
| Einwohner | 153  | 156  | 157  | 141  | 152  | 142  | 158  | 163  | 157  |

## Sehenswürdigkeiten

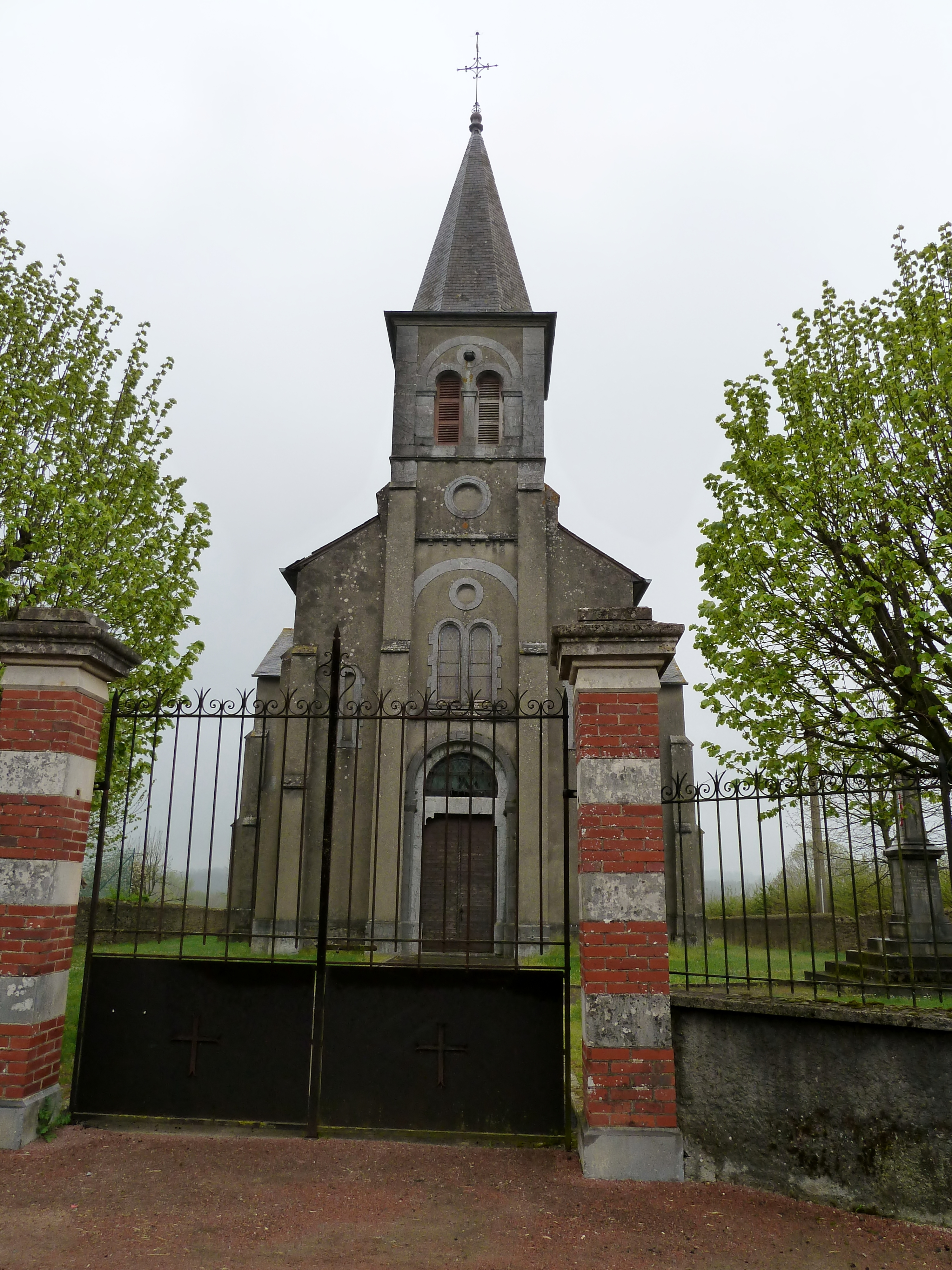
Pfarrkirche Saint-Louis-Roi

- Pfarrkirche, gewidmet König Ludwig IX. von Frankreich, genannt Ludwig der Heilige oder Prud’homme. Im 19. Jahrhundert befand die Gemeinde die bisherige Kirche aus dem 14. Jahrhundert, die in jener Zeit vom Malteserorden abhängig gewesen war, als zu klein und baufällig. Sie wurde abgerissen und die Arbeiten am Neubau an der gleichen Stelle begannen 1875 nach Plänen der Architekten Loupot und Poeyarré. Der Grundriss des Langbaus hat die Form eines lateinischen Kreuzes mit einer halbrunden Apsis und einem Glockenturm als Eingangsvorbau. Eine Reihe von Glasfenster sind Werke von der in der Region bekannten Glasmalerei Mauméjean aus Pau. Viele Ausstattungsgegenstände aus dem 17. bis 19. Jahrhundert sind als nationale Kulturgüter registriert, darunter ein Gemälde aus der ersten Hälfte des 17. Jahrhunderts, das Mariä Aufnahme in den Himmel zeigt.[9][10]

## Wirtschaft und Infrastruktur
Die Landwirtschaft ist traditionell der wichtigste Wirtschaftsfaktor der Gemeinde.

### Sport und Freizeit
Die Gemeinde bietet einen Rundweg (25 km) zu Fuß, mit dem Fahrrad oder mit dem Pferd.

### Verkehr
Espéchède wird durchquert von der Route départementale 362.